# Biston engonia
Biston engonia là một loài bướm đêm trong họ Geometridae.